# Bataille de Bakhmatch
Première Guerre mondiale
Batailles
Front d'Europe de l’Est
- Stallupönen (08-1914)
- Gumbinnen (08-1914)
- Tannenberg (08-1914)
- Île d'Odensholm (08-1914)
- Lemberg (08-1914)
- Krasnik (08-1914)
- Komarów (08-1914)
- Lacs de Mazurie (I) (09-1914)
- Przemyśl (09-1914)
- Vistule (09-1914)
- Łódź (11-1914)
- Limanowa (12-1914)
- Bolimov (01-1915)
- Zwinin (02-1915)
- Lacs de Mazurie (II) (02-1915)
- Przasnysz (02-03-1915)
- Schaulen (04-07-1915)
- Gorlice-Tarnów (05-1915)
- Boug (06-08-1915)
- Narew (07-08-1915)
- Novogeorgievsk (08-1915)
- Varsovie (08-1915)
- Sventiany (09-1915)
- Lac Narotch (03-1916)
- Offensive Broussilov (06-1916)
- Offensive de Baranavitchy (07-1916)
- Turtucaia (09-1916)
- Offensive Flămânda (09-1916)
- Argeș (12-1916)
- Offensive Kerenski (07-1917)
- Bataille de Riga (09-1917)
- Opération Albion (09-10-1917)
- Mărășești (08-1917)
- Traité de Brest-Litovsk (03-1918)
- Traité de Brest-Litovsk (03-1918)
- Bakhmatch (03-1918)

Front d'Europe de l’Ouest
Front italien
Front des Balkans
Front du Moyen-Orient
Front africain
Bataille de l'Atlantique
La bataille de Bakhmatch est livrée du 8 mars au 13 mars 1918 sur le Front de l'Est de la Première Guerre mondiale entre des légionnaires tchécoslovaques et des troupes allemandes occupant l'Ukraine. La Légion tchécoslovaque parvient à échapper à l'encerclement allemand et à défaire l'ennemi. Les Allemands négocient alors une trêve, autorisant les trains blindés tchécoslovaques à utiliser librement la jonction ferroviaire de Bakhmatch.

## Contexte historique
Le 3 mars 1918, la Russie, contrôlée par les bolcheviks, signe le traité de Brest-Litovsk avec l'Allemagne, laissant entre autres l'Ukraine aux mains des Allemands. Les armées allemandes et leurs alliés austro-hongrois occupent alors le terrain sans trop de résistance. La Légion tchécoslovaque (environ 42 000 soldats) était jusque-là engagée dans des batailles de retraite avec ces armées.

## Déroulement de la bataille
Le 8 mars, les Allemands atteignent Bakhmatch, encerclant la Légion tchécoslovaque. Les légionnaires capturés sont sommairement exécutés, étant considérés comme des « traîtres de l'Autriche-Hongrie ». Deux régiments de fusiliers (6e Hanácký et 7e Tatranský), appuyés par un bataillon d'assaut de corps d'armée organisent la défense de la ville contre les 91e et 224e divisions d'infanterie allemandes. Les combats culminent le 10 mars et durent jusqu'à ce que le dernier train de légionnaires ait quitté la ville, en direction de Vladivostok (passant par le Transsibérien).
Les pertes de la Légion tchécoslovaque sont de 145 tués, 210 blessés et de 41 disparus tandis que les pertes allemandes s'élèvent à environ 300 morts et des centaines de blessés.
Avec celle de Zboriv, la bataille de Bakhmatch est devenue l'un des symboles de la Légion tchécoslovaque et de sa lutte pour l'indépendance.